# SNTF

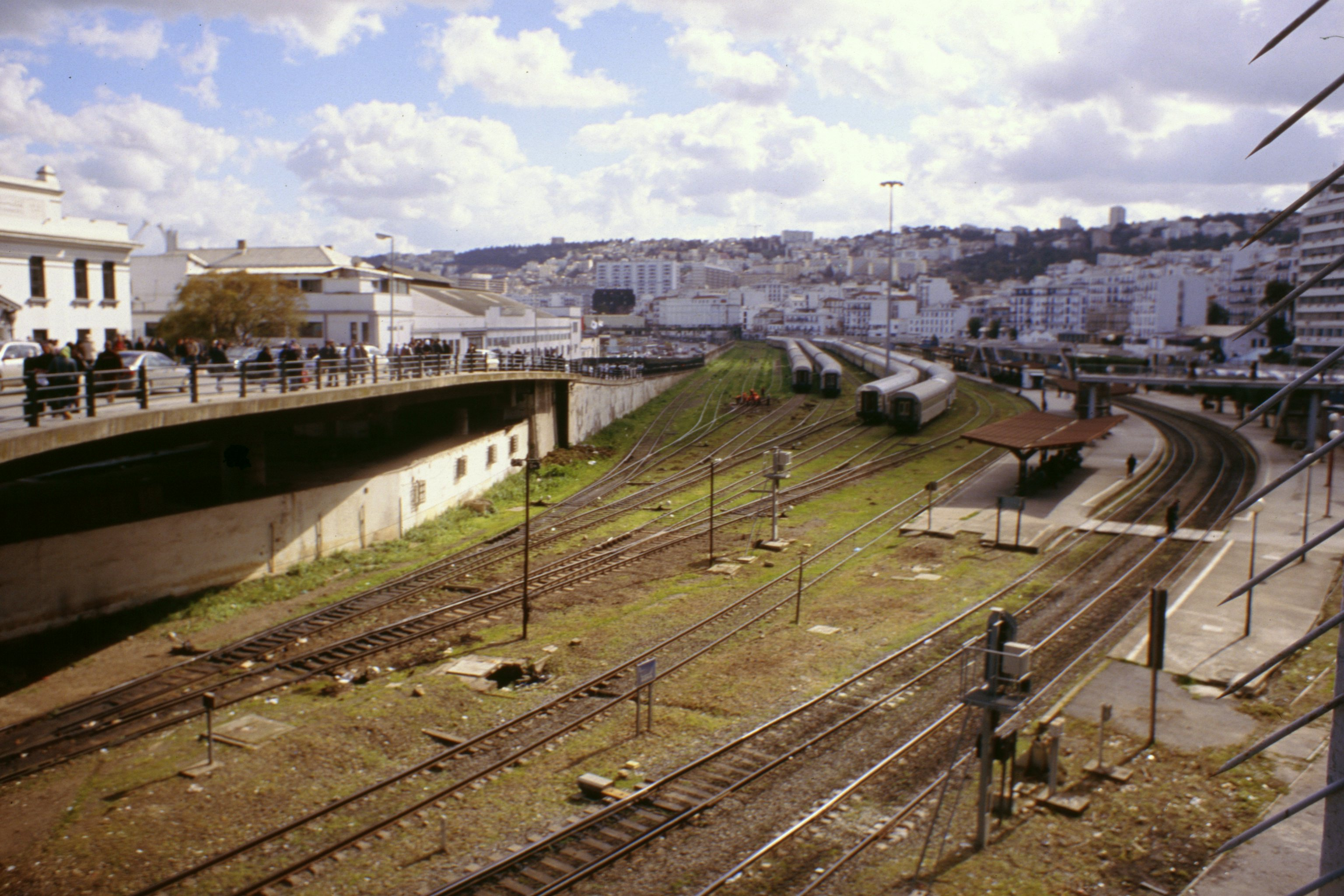
Järnvägsspår i Algeriet.

SNTF (franska: Societé Nationale des Transports Ferroviaires) är Algeriets statliga nationella järnvägsbolag. SNTF har monopol på landets järnvägar som omfattar 3 973 kilometer spår. Av det totala järnvägsnätet är 2 888 kilometer av normalspår (varav 283 kilometer är elektrificerat), och 1 085 kilometer är smalspår (2002).